# Ingria
Ingria (piemontesisch l'Ingri, frankoprovenzalisch l'Éngri) ist eine Gemeinde in der italienischen Metropolitanstadt Turin (TO), Region Piemont.

## Lage und Einwohner
Ingria liegt 57 km nördlich von Turin im alpinen Val Soana. Mit ihren 46 Einwohnern (Stand 31. Dezember 2023) ist sie einer der bevölkerungsärmsten Gemeinden Italiens. Das Gemeindegebiet umfasst eine Fläche von 14 km² und erstreckt sich neben dem Hauptort über einundzwanzig Weiler, von denen viele unbewohnt sind.
Die Nachbargemeinden sind Ronco Canavese, Traversella, Frassinetto, Pont-Canavese und Sparone.

## Geschichte

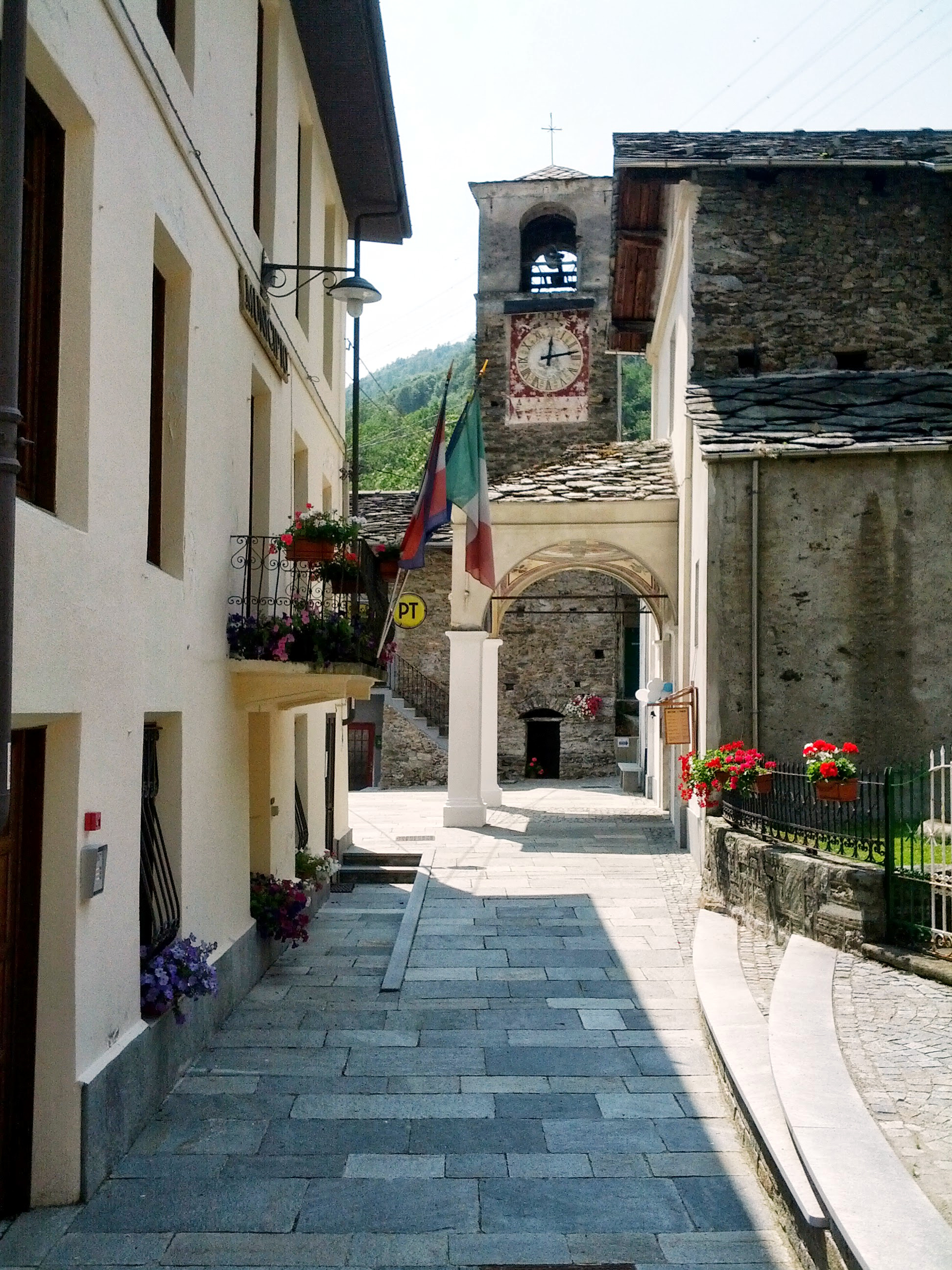
Piazza

Seit den ersten Jahren des 20. Jahrhunderts, als Ingria eine Bevölkerung von fast 2.000 Einwohnern hatte, erlebte es eine sehr starke Entvölkerung, die in weniger als einem Jahrhundert zu einem Bevölkerungsrückgang um mehr als das Vierzigfache führte. Nur Carrega Ligure in der Provinz Alessandria hat eine ähnliche Entvölkerung erlebt, allerdings über einen längeren Zeitraum.
Die Einwohner hatten wie im gesamten Val Soana eine alte und berühmte Tradition der Arbeit als „Magnin“ (Kupferhandwerker), die sie in den Wintermonaten in die piemontesische und lombardische Ebene, nach Ligurien sowie in die Schweiz und nach Frankreich führte.
Ingria ist auch als „Blumengemeinde“ bekannt. Im Sommer sind die Balkone, Straßen und Plätze mit bunten Blumen geschmückt, die die Dörfer aufheitern, beleben und verschönern und außerdem eine sehr wichtige Touristenattraktion darstellen. Jedes Jahr am 12. August findet das Festival „Dinge aus anderen Zeiten – Tchouse d'auti ten“ in den Straßen des Dorfes statt, bei dem lokale Handwerker ihre antike Handwerkskunst und Atmosphäre vorstellen.